# اليسار الاشتراكي (الأرجنتين)
اليسار الاشتراكي (بالإسبانية: Izquierda Socialista) مسجل رسميًا على أنه اليسار من أجل الخيار الاشتراكي (Izquierda por una Opción Socialista)، هو حزب سياسي تروتسكي في الأرجنتين. تأسس عام 2006 على أنه انشقاق عن الحركة العمالية الاشتراكية. هو القسم الأرجنتيني من وحدة العمال العالمية - الأممية الرابعة. وهو واحد من ثلاثة أحزاب تشكل الجبهة اليسارية العمالية.
ومن بين الأعضاء ليليانا أوليفيرو، النائبة السابقة في الهيئة التشريعية الإقليمية في مقاطعة قرطبة وأنجليكا لاغوناس، النائبة الإقليمية في مقاطعة نيوكوين.

## روابط خارجية
- الموقع الرسمي